# Regine Sauter
Pour les articles homonymes, voir Sauter.
Regine Sauter, née le 16 avril 1966 à Schaffhouse (originaire d'Arbon et de Küsnacht), est une personnalité politique suisse, membre du parti libéral-radical.
Elle est députée du canton de Zurich au Conseil national depuis novembre 2015.

## Biographie
Regine Sauter naît le 16 avril 1966 à Schaffhouse. Elle est originaire d'Arbon, dans le canton de Thurgovie, et de Küsnacht, dans le canton de Zurich.
Elle grandit à Flurlingen dans le canton de Zurich et obtient sa maturité gymnasiale à la Kantonsschule de Schaffhouse. Elle étudie ensuite les sciences politiques à l’Université de Saint-Gall, où elle décroche un doctorat en 1995, puis le management à Berkeley.
Elle travaille notamment au secrétariat général du parti libéral-radical, comme secrétaire du département social de la ville de Winterthour,, puis depuis 2012 comme directrice de la chambre de commerce zurichoise.
Elle habite à Zurich.

## Carrière politique
Elle est députée au Conseil cantonal de Zurich du 18 janvier 2004 au 23 novembre 2015. Elle y dirige le groupe PLR à partir de 2008.
Elle se déclare intéressée par le Conseil national plutôt que le Conseil d'État en 2014, et est élue lors des élections fédérales de 2015. Elle siège au sein de la Commission de la sécurité sociale et de la santé publique (CSSS).
Elle est réélue en 2019 et 2023. Désignée par son parti pour remplacer Ruedi Noser au Conseil des États, elle ne parvient pas à faire la course en tête et se retire du deuxième tour.

### Positionnement politique
Elle représente l'aile urbaine et progressiste de son parti.